# 吉田融正
吉田 融正（よしだ みちまさ、1958年1月26日 - ）は、日本の実業家。ブリッジインターナショナル株式会社創業者・代表取締役社長。

## 人物・来歴
東京都文京区出身。1983年東京理科大学経営工学科卒業、日本アイ・ビー・エム入社。営業課長、営業部長を経て、1993年副社長補佐。1994年IBMに出向。1997年シーベル・システムズ入社。日本シーベル設立に参画し、取締役営業本部長に就任。営業支援を行い、2002年ブリッジインターナショナル設立、代表取締役社長就任。

## 著書
- 『ハイブリッドセールス戦略 : 法人営業部隊の刷新』幻冬舎メディアコンサルティング 2009年
- 『デジタルインサイドセールス : 最新テクノロジーによる法人営業改革の実践』ダイヤモンド社 2017年